# MIXAL
MIXAL ist die Assemblersprache des fiktiven MIX-Computers.
Der MIX-Computer ist ein hypothetischer Computer aus Donald E. Knuths The Art of Computer Programming, welcher mittels MIXAL programmiert werden kann. Eine Emulation dieses Computers ist bei den Weblinks unter Dan's MIX Simulator and MIXAL Compiler zu finden.

## Beispielprogramme

### hello world
```
TERM
    
EQU
    
19
          
console
 
device
 
no.
 
(
19
 
=
 
typewriter
)

        
ORIG
   
1000
        
start
 
address

START
   
OUT
    
MSG
(
TERM
)
   
output
 
data
 
at
 
address
 
MSG

        
HLT
                
halt
 
execution

MSG
     
ALF
    
"
HELLO
"

        
ALF
    
"
 
WORL
"

        
ALF
    
"
D
    
"

        
END
    
START
       
end
 
of
 
program

```

### Bildung der Fakultätsfunktion
```
Eingabe
   
CON
 
10
            
Variable
 
"
Eingabe
"
 
wird
 
auf
 
"
10
"
 
gesetzt

Zaehler
   
CON
 
0
             
Variable
 
"
Zaehler
"
 
wird
 
auf
 
"
0
"
 
gesetzt

Produkt
   
CON
 
1
             
Variable
 
"
Produkt
"
 
wird
 
auf
 
"
1
"
 
gesetzt

Start
                       
Start
 
des
 
Programms
 
(
Label
 
für
 
den
 
nächsten
 
Befehl
)

	  
LDA
 
Eingabe
       
"
Load
 
A-Register
"
 
Lädt
 
den
 
Inhalt
 
der
 
Variablen
 
in
 
das
 
A-Register

	  
STA
 
Zaehler
       
"
Store
 
A-Register
"
 
Speichert
 
Inhalt
 
des
 
A-Registers
 
in
 
Variable
 
"
Zaehler
"

Schleife
  
LDA
 
Produkt
       
"
Load
 
A-Register
"
 
Lädt
 
den
 
Inhalt
 
der
 
Variablen
 
"
Produkt
"
 
in
 
das
 
A-Register

	  
MUL
 
Zaehler
       
Multipliziert
 
A-Registerinhalt
 
mit
 
Variable
 
"
Zaehler
"
.
 
Ergebnis
 
wird
 
in
 
A-
 
und
 
X-Register
 
geschrieben

	  
STX
 
Produkt
       
"
Store
 
X-Register
"
 
Speichert
 
Inhalt
 
des
 
X-Registers
 
in
 
Variable
 
"
Produkt
"

	  
LDA
 
Zaehler
       
"
Load
 
A-Register
"
 
Lädt
 
den
 
Inhalt
 
der
 
Variable
 
"
Zaehler
"
 
in
 
das
 
A-Register

          
DECA
 
1
            
"
Decrement
 
at
 
1
"
 
Inhalt
 
des
 
A-Registers
 
wird
 
um
 
1
 
verringert

	  
STA
 
Zaehler
       
"
Store
 
A-Register
"
 
Speichert
 
Inhalt
 
des
 
A-Registers
 
in
 
Variable
 
"
Zaehler
"

	  
JAP
 
Schleife
      
"
Jump
 
if
 
A
 
Positive
"
 
Wenn
 
A
>
0
,
 
springe
 
zurück
 
nach
 
"
Schleife
"

	  
HLT
               
"
Halt
"

	  
END
 
Start
         
Ende
 
des
 
Programmes
,
 
welches
 
bei
 
Start
 
beginnt.
 
Das
 
Resultat
 
steht
 
in
 
Variable
 
"
Produkt
"

```

## Beschreibung
Für das Verständnis dieser Beschreibung ist Praxis im Umgang mit Assemblersprache hilfreich.

### Flags
Der MIX-Computer hat einige Prozessor-Flags, die dazu eingesetzt werden, den Programmablauf zu steuern.

#### E-Flag
Gesetzt, wenn der Inhalt des A-Registers dem Inhalt der Adresse beim Befehl CMPA (CMPA wird stets zuvor ausgeführt) gleicht.

#### L-Flag
Gesetzt, wenn der Inhalt des A-Registers kleiner ist als der Inhalt der Adresse beim Befehl CMPA (CMPA wird stets zuvor ausgeführt).

#### G-Flag
Gesetzt, wenn der Inhalt des A-Registers größer ist als der Inhalt der Adresse beim Befehl CMPA (CMPA wird stets zuvor ausgeführt).